# اچ‌ام‌اس ناتیلوس (۱۹۱۴)
اچ‌ام‌اس ناتیلوس (۱۹۱۴) (به انگلیسی: HMS Nautilus (1914)) یک کشتی است که طول آن ۲۵۸ فوت ۶ اینچ (۷۸٫۷۹ متر) می‌باشد. این کشتی در سال ۱۹۱۴ ساخته شد.